# Schmelchen (Altomünster)
Schmelchen ist ein Ortsteil des Marktes Altomünster im oberbayerischen Landkreis Dachau. Am 1. Mai 1978 kam die Einöde Schmelchen als Ortsteil von Thalhausen zu Altomünster.
Der Ort wird erstmals zwischen 1231 und 1234 in einer Urkunde des Klosters Scheyern als „Smelha“ genannt.